# AT20G J151942-241153
AT20G J151942-241153 abrégé en AT20G J1519-2411 est un quasar radio-bruyant de la constellation de la Balance. Il a été découvert septembre 2007 par une équipe d'astronomes australiens avec le Australia Telescope 20 GHz (abrégé en AT20G), lors la découverte, ils détecteront AT20G J151942-241153 grâce à son gros scintillement radio. Il se situe, selon la valeur du décalage vers le rouge, à 1,7 milliard d'années-lumière.

## Caractéristiques
AT20G J151942-241153 produit une source radio très puissante, la fréquence de l'émission de AT20G J151942-241153 se situe entre 5 et 20 GHz. Le signal venant de AT20G J151942-241153 est un signal fortement polarisé accompagné d'une raie d'atomes fortement ionisés. La source radio de AT20G J1519-2411 est très variable et très irrégulière, les scientifiques pensent que cette variabilité est due à un masquage du quasar par ses propres jets de matières. Le AT20G fera une spectroscopie de toutes les sources identifiées comme des centres galactiques actifs dont AT20G J1519-2411. Les raies spectrales de AT20G J1519-2411 montrent qu'il s'agit d'un quasar très actif possédant un grand disque d'accrétion ainsi qu'un trou noir supermassif,,,,.